# Хронический толстокишечный стаз
Хронический толстокишечный стаз — дистония (снижение или отсутствие тонуса) толстой кишки, выражающаяся замедлением продвижения кишечного содержимого, вплоть до полного отсутствия продвижения.
У больных появляются тяжесть в животе, утомляемость, раздражительность, одышка, нарастает интоксикация. Стул затруднён или невозможен, позывы на дефекацию могут сопровождаться выделением слизи. На фоне стаза всегда развиваются воспалительные изменения в стенках толстой кишки, при длительном течении заболевания образуются язвы.